# ブルーノ・サッコ

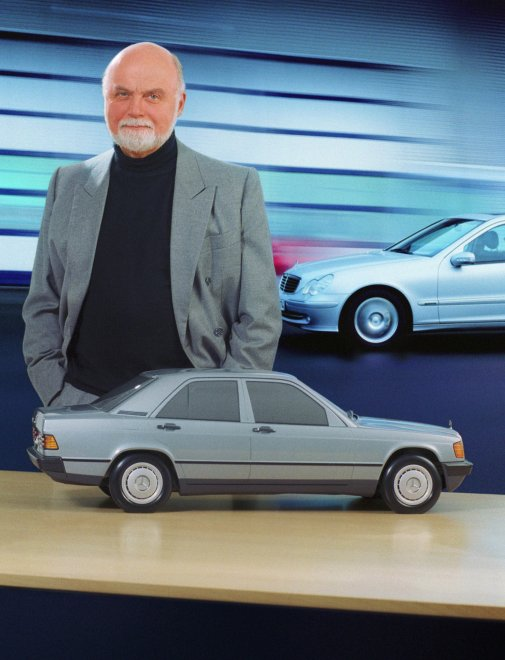
ブルーノ・サッコ

ブルーノ・サッコ（Bruno Sacco 、1933年11月12日 - 2024年9月19日）は、イタリア生まれのカーデザイナーである。2009年現在、ドイツに帰化し、ドイツ国籍である。
合理的な直線基調で飽きが来ず、かつ存在感ある1980年代から1990年代のメルセデス・ベンツの形を決めた人物である。本人によるとデザイナー人生で最も燃えた作品は190EとAクラスだったという。
メルセデス・ベンツ在籍中、既存のジンデルフィンゲンのデザインセンター以外に新たにアメリカ・アーバイン、日本・横浜、イタリア・コモに3つの先行デザインセンターを立ち上げた。

## 略歴
- 1933年 - イタリア・フリウリ＝ヴェネツィア・ジュリア州のウーディネでイタリア陸軍山岳部隊士官の父オッタビオ（Ottavio Sacco ）とオーストリア人の母マルゲリータ（Margherita Martinz ）の間に生まれる。子供時代は父親の転勤のため各地を転々とした。
- 1951年 - レイモンド・ローウィがデザインしたスチュードベーカーの車をトリノ・モーターショーで見て深い感銘を受けた。
- 1952年 - トリノにあるトリノ工科大学に入学した[1]。
- 1955年 - 実習生としてカロッツェリア・ギアに入った[1]。この期間にピニンファリーナの代表者セルジオ・ピニンファリーナ（Sergio Pininfarina ）と出会った。
- 1957年 - トリノ駐在ドイツ領事の計らいでダイムラー・ベンツのデザイン部門の責任者であるオーストリア人カール・ヴィルフェルト（Karl Wilfert ）との面接を受け、採用が決まった。
- 1958年 - ドイツの自動車会社ダイムラー・ベンツに採用され、フリードリヒ・ガイガーのデザインスタジオでポール・ブラックに続く2人目のスタイリングデザイナーとなった。
- 1963年 - デザインスタジオを離れ、ベラ・バレニー（Béla Barényi ）の先端安全技術研究部門に移籍した[1]。
- 1968年 - デザインスタジオに戻り、数種の実験安全車（Experimental Safety Vehicle 、ESV）を手掛けた。
- 1974年 - フリードリヒ・ガイガーの後を引き継いでメルセデス・ベンツのスタイリングデザイン部門のチーフエンジニアとなった[1]。
- 1999年3月[1] - 引退。後任はペーター・ファイファー（Peter Pfeiffer ）。
- 2007年 - オートモーティブニュース・ヨーロッパが選ぶヨーロッパ自動車の殿堂入りを果たした[1]。
- 2024年9月19日 - ジンデルフィンゲンで死去した[2]。90歳没。

## 代表作
- メルセデス・ベンツ・ESF22（1978年）
- メルセデス・ベンツ・C111-III（1978年）
- メルセデス・ベンツ・W126型（1979年）セダン、クーペ
- メルセデス・ベンツ・190E（1982年）
- メルセデス・ベンツ・W124型（1985年）セダン、クーペ、コンバーチブル、ステーションワゴン
- メルセデス・ベンツ・R129型（1989年）
- メルセデス・ベンツ・W140型（1991年）セダン、クーペ

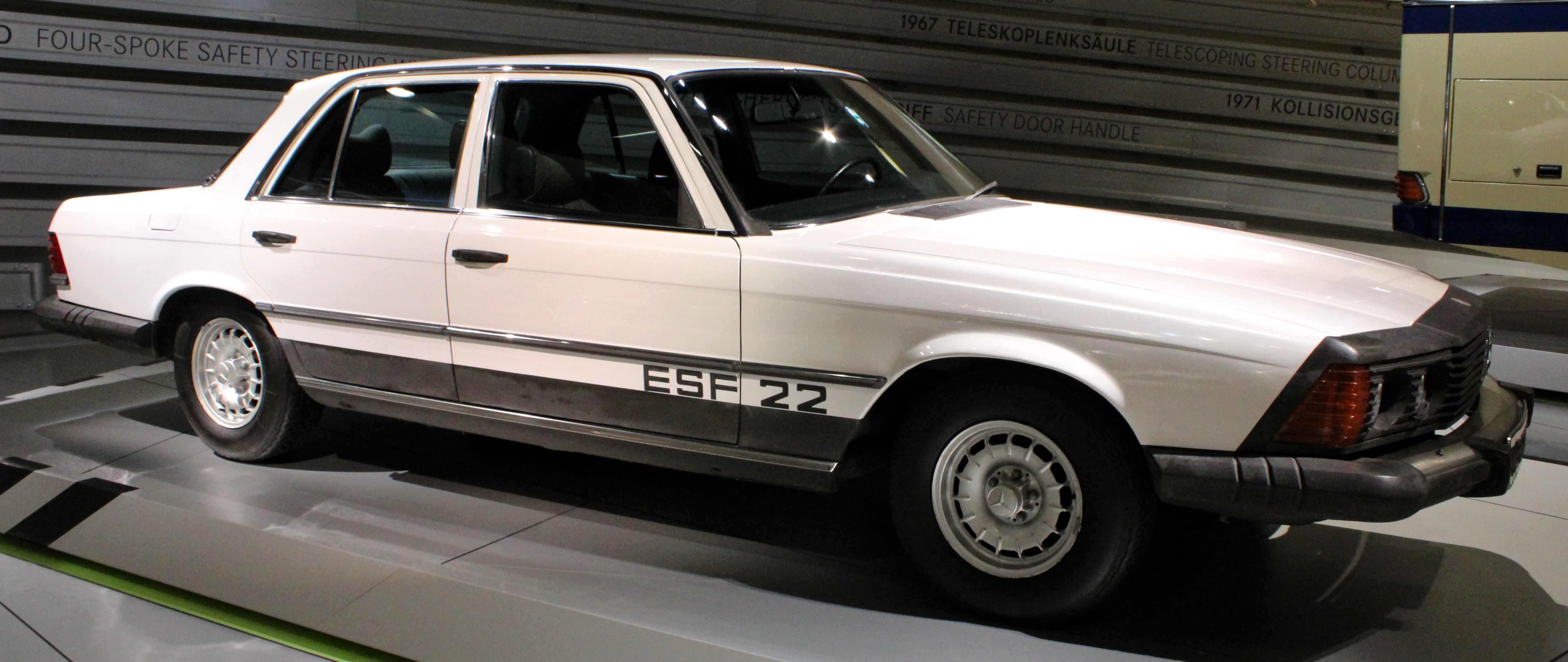
メルセデス・ベンツ・ESF22
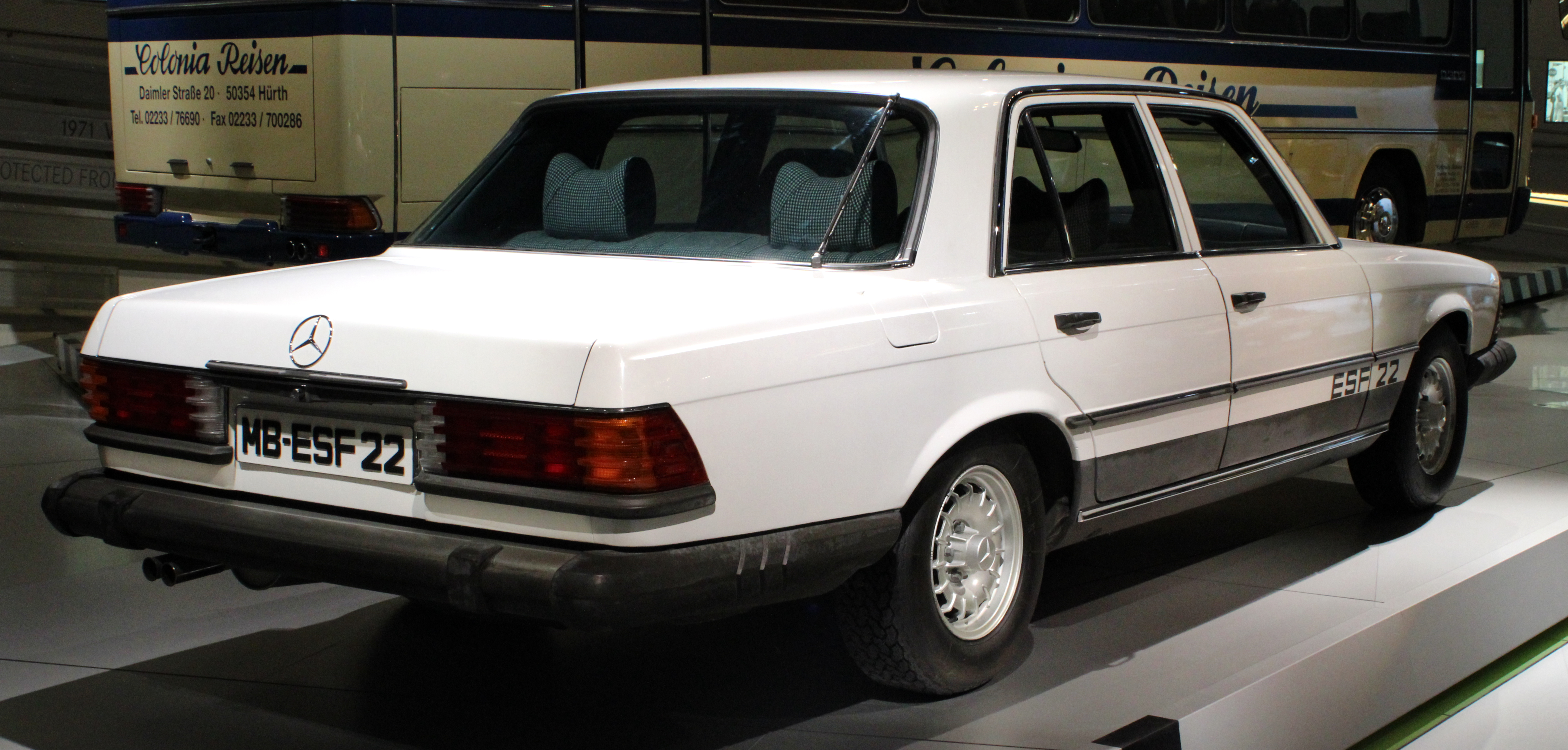
メルセデス・ベンツ・ESF22
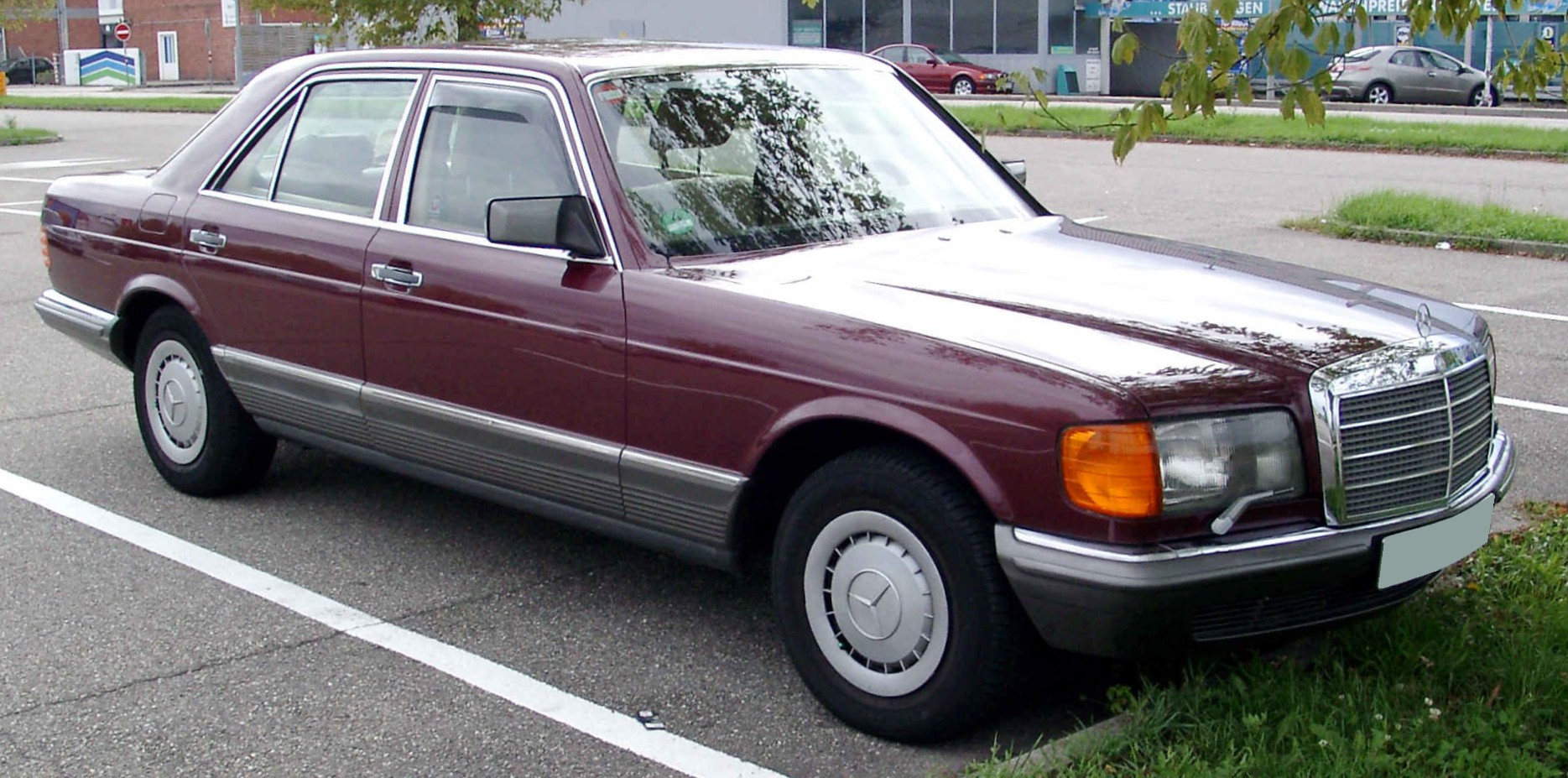
メルセデス・ベンツ・Sクラス W126型セダン
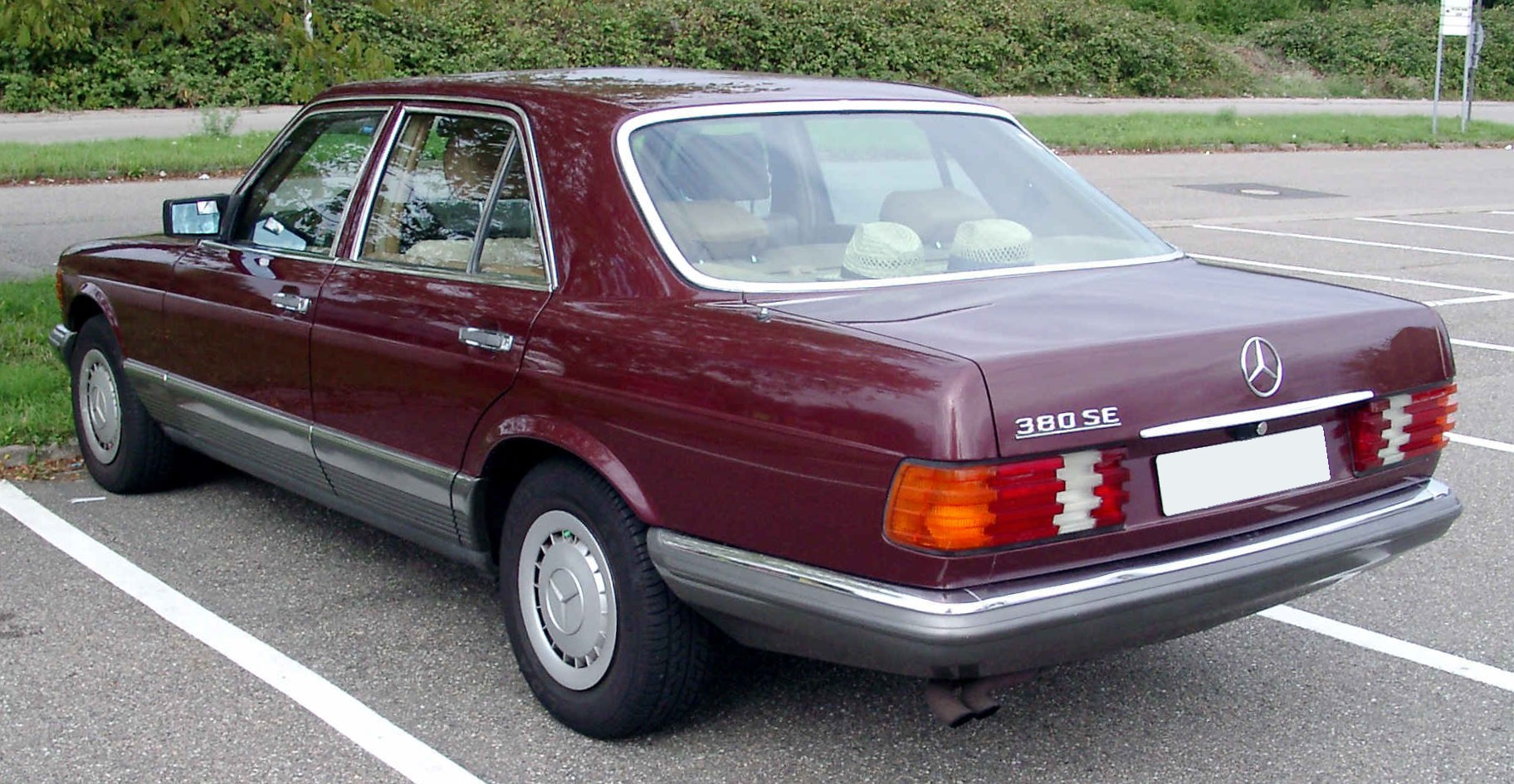
メルセデス・ベンツ・Sクラス W126型セダン
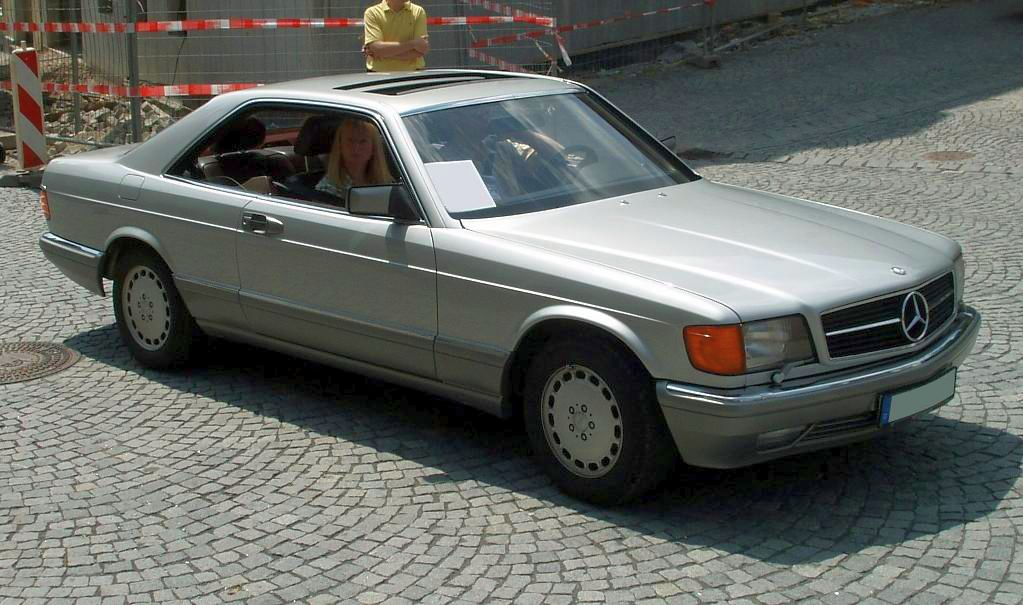
メルセデス・ベンツ・Sクラス W126型クーペ
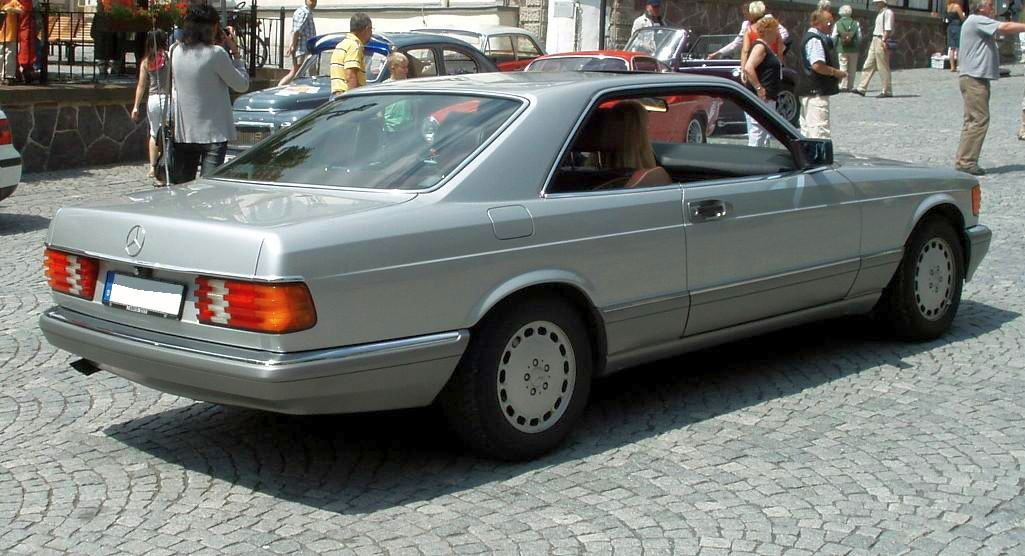
メルセデス・ベンツ・Sクラス W126型クーペ
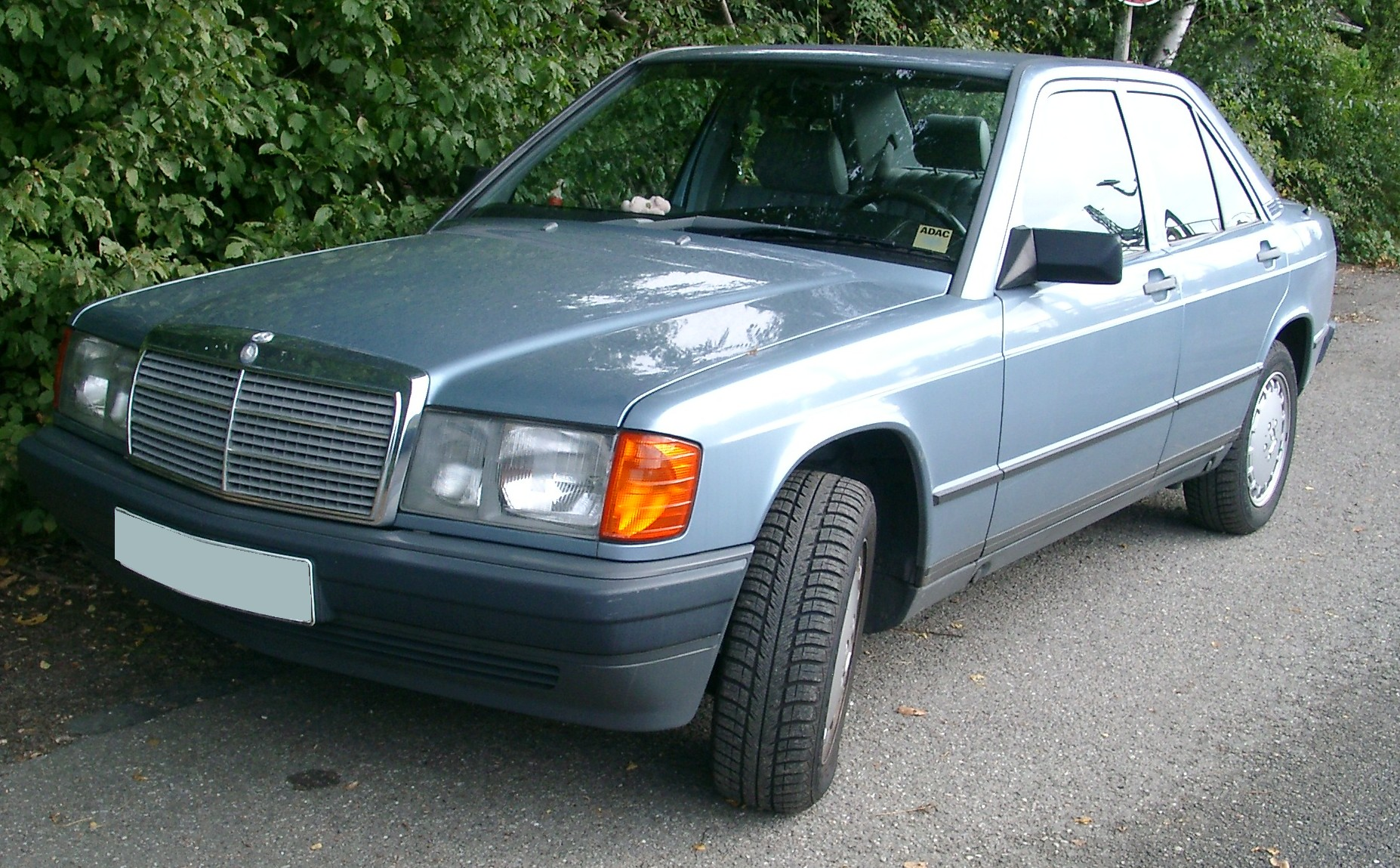
メルセデス・ベンツ・W201型
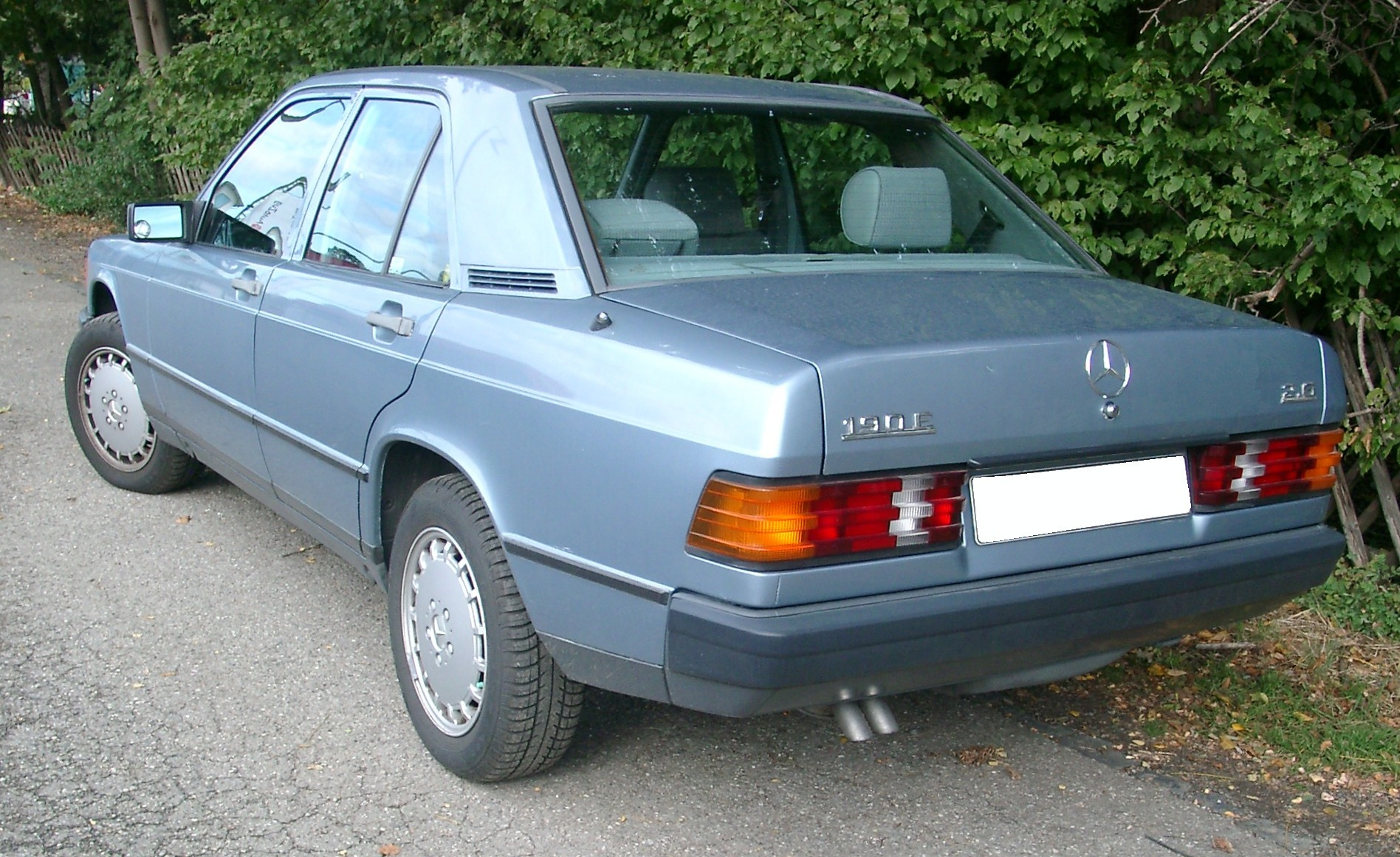
メルセデス・ベンツ・W201型
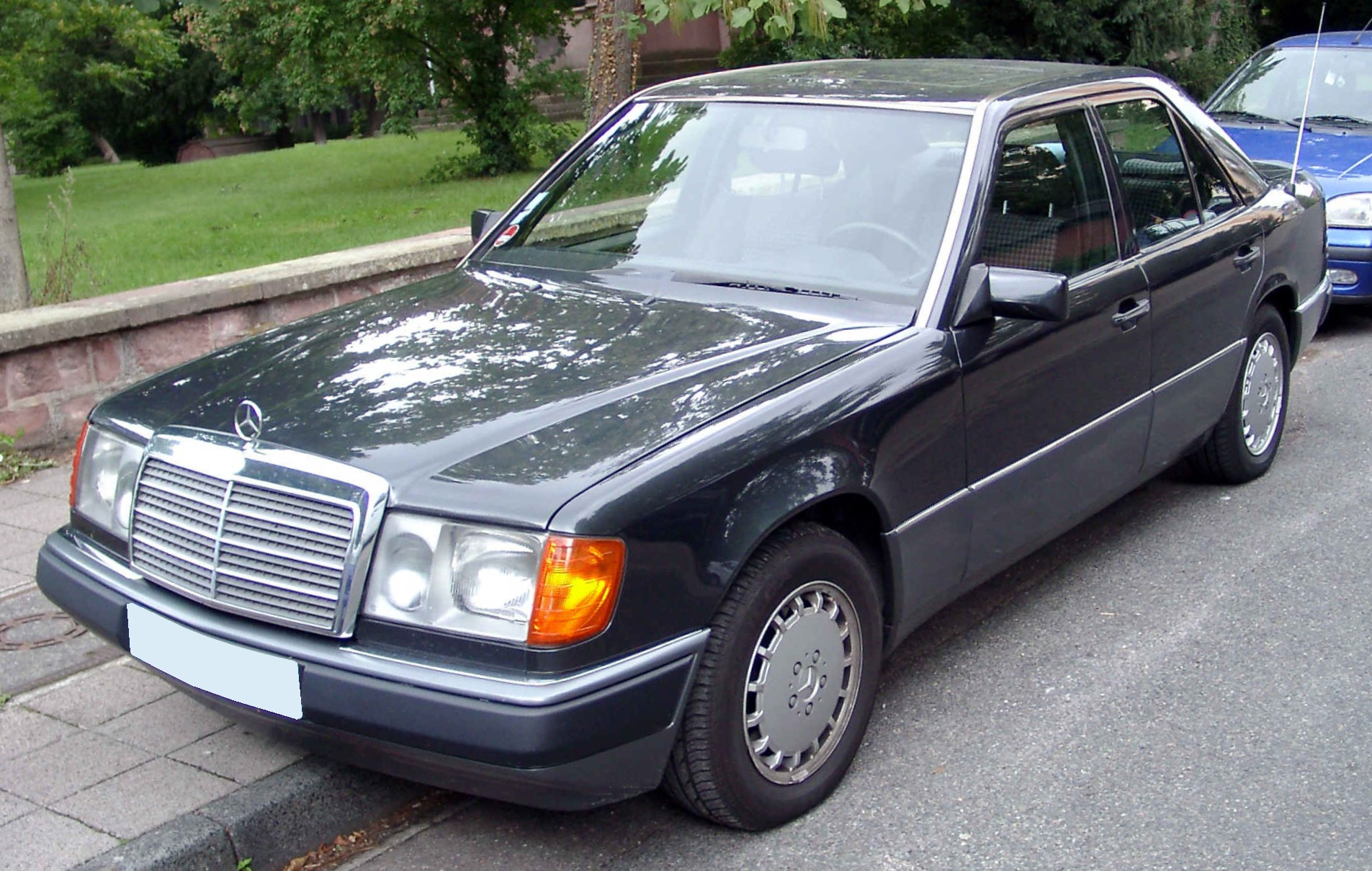
メルセデス・ベンツ・Eクラス W124型セダン
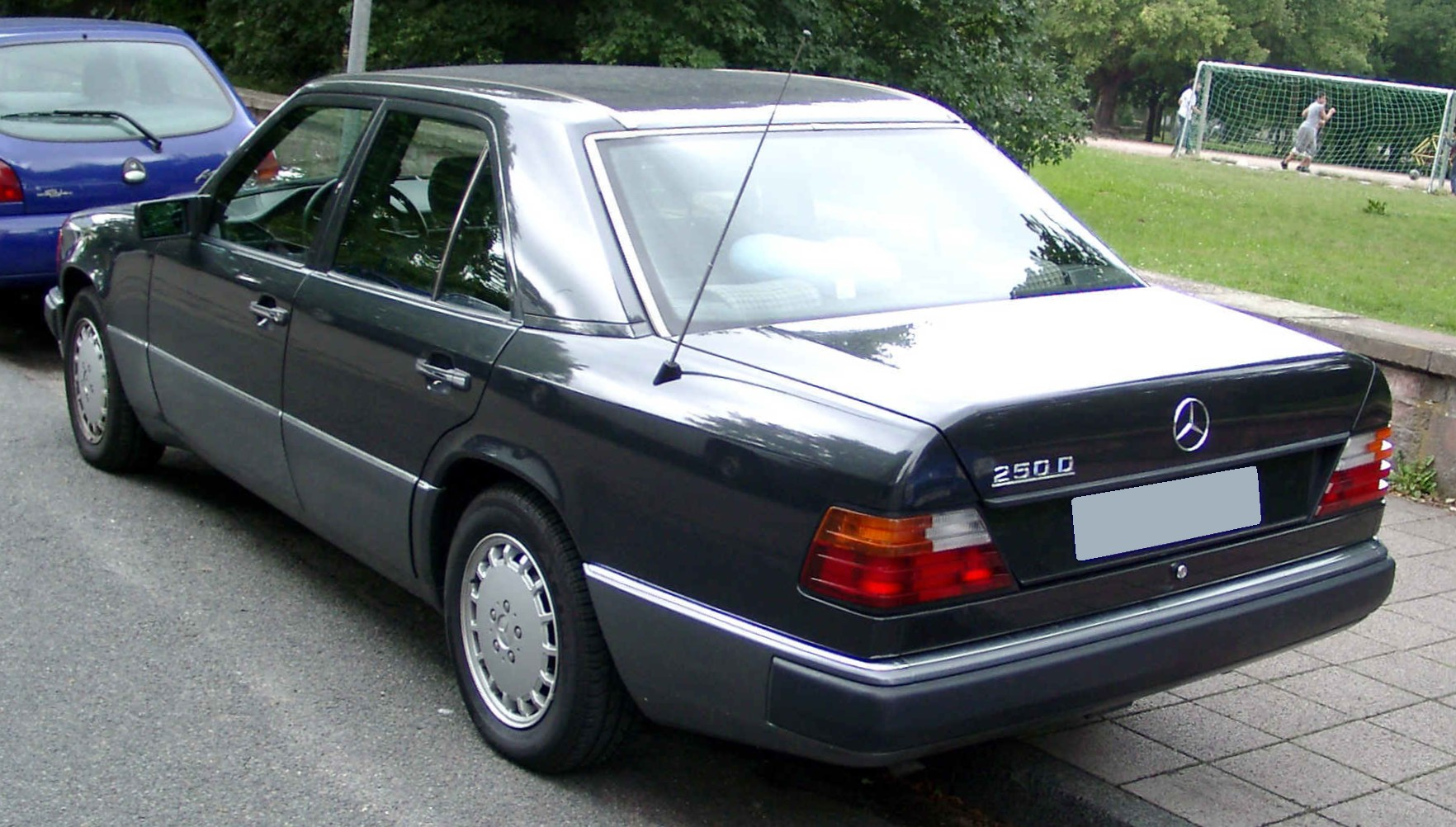
メルセデス・ベンツ・Eクラス W124型セダン
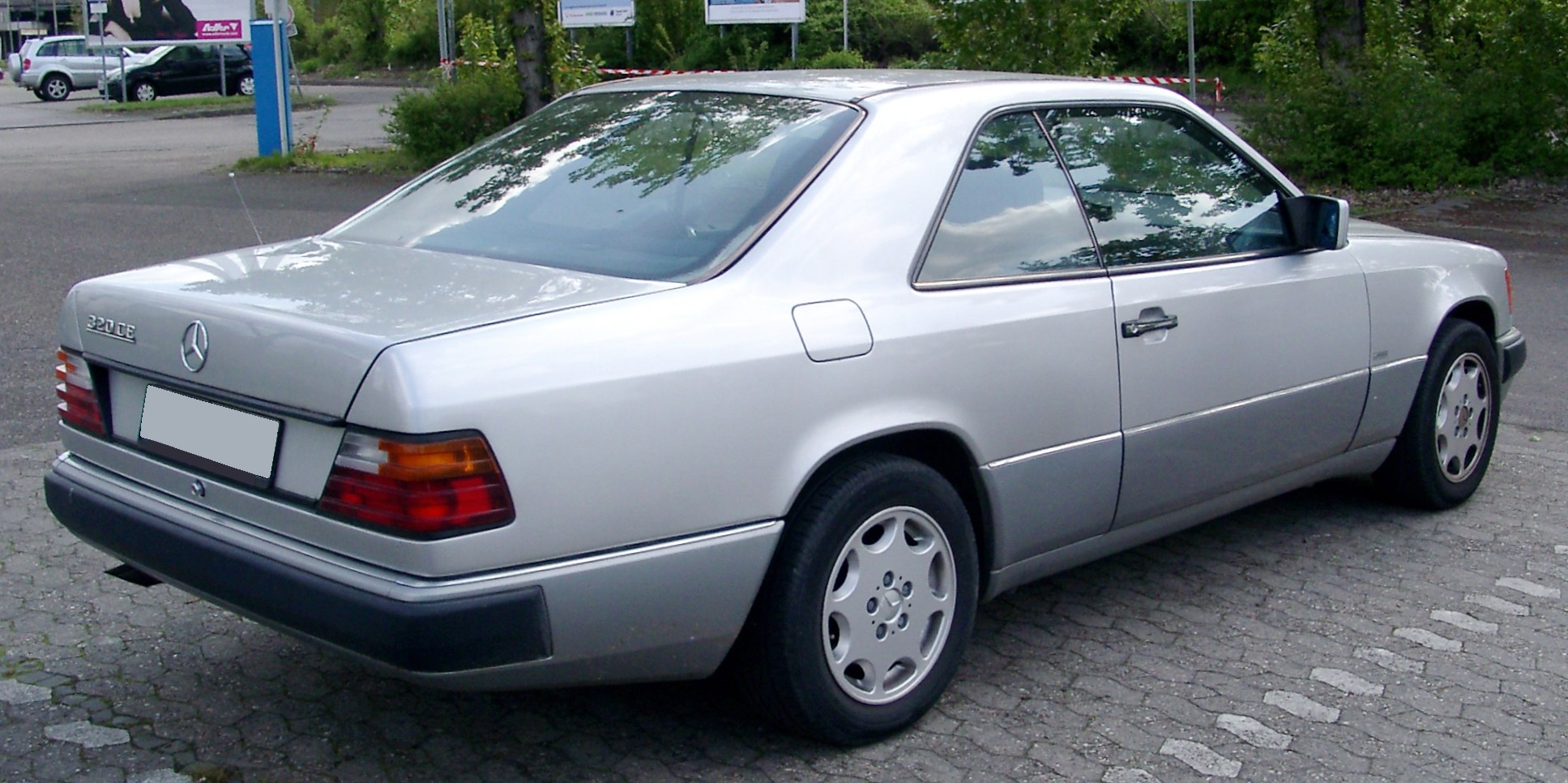
メルセデス・ベンツ・Eクラス C124型クーペ
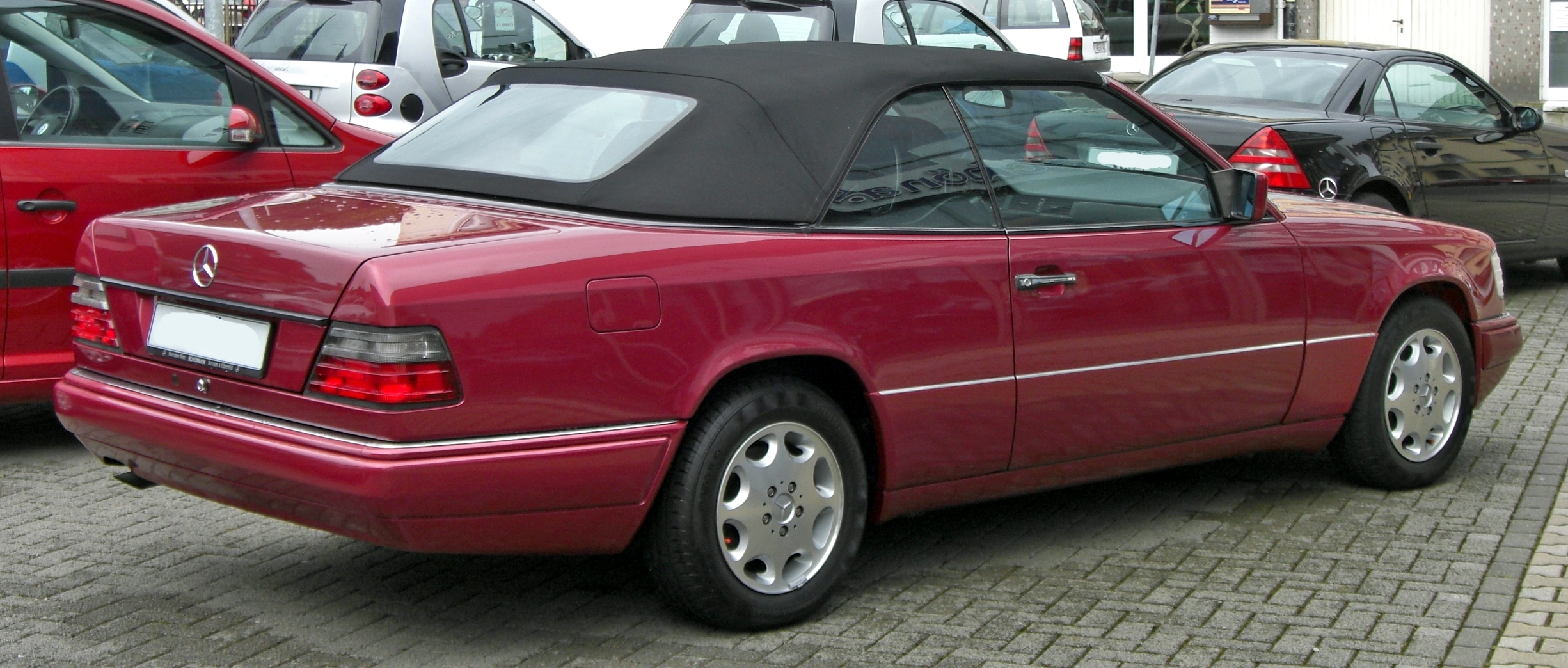
メルセデス・ベンツ・Eクラス A124型コンバーチブル
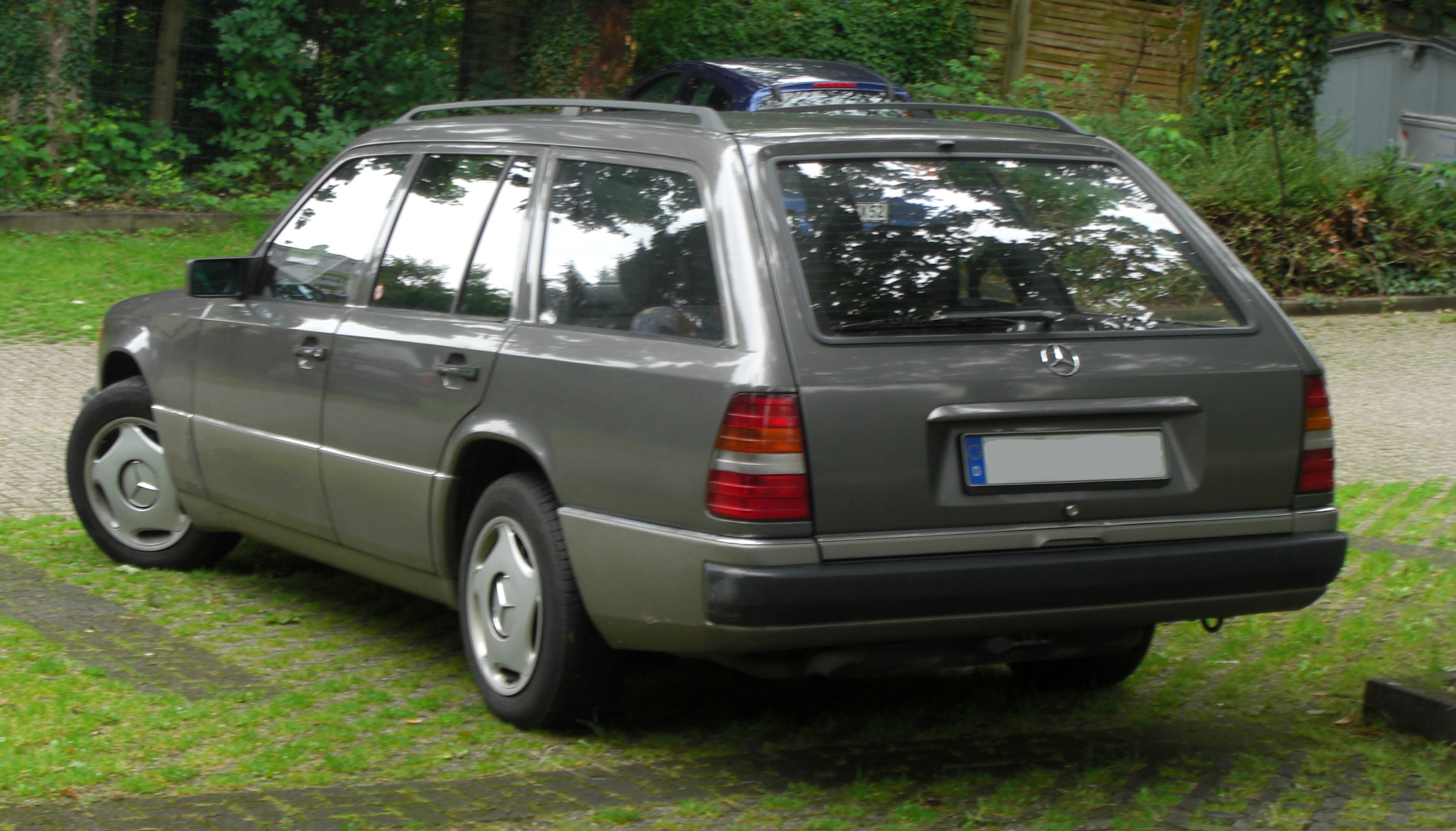
メルセデス・ベンツ・Eクラス S124型ワゴン
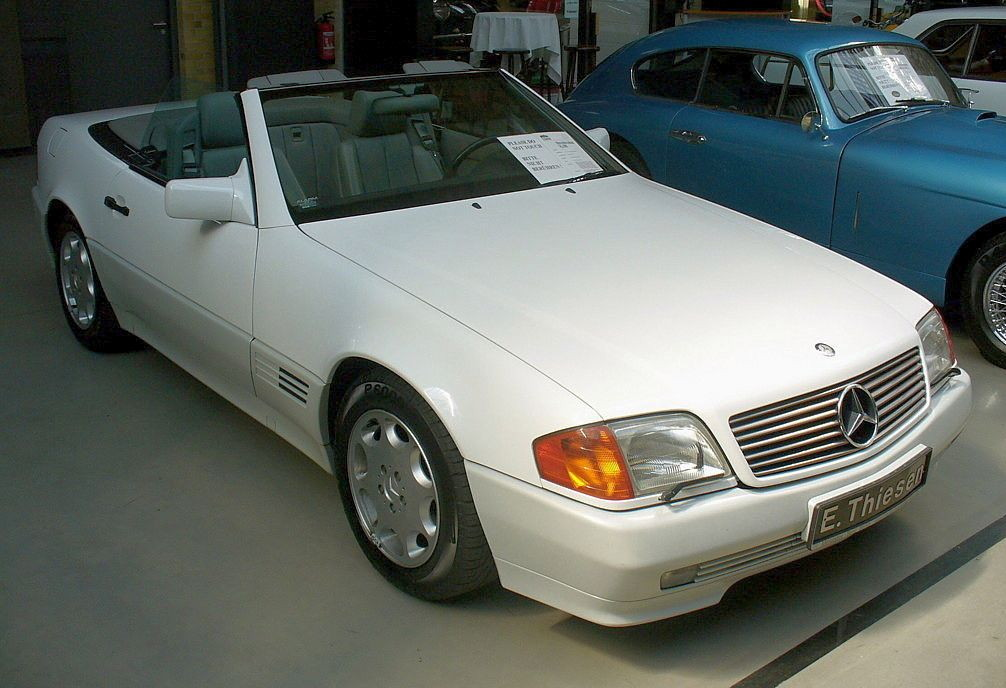
メルセデス・ベンツ・SLクラス R129型
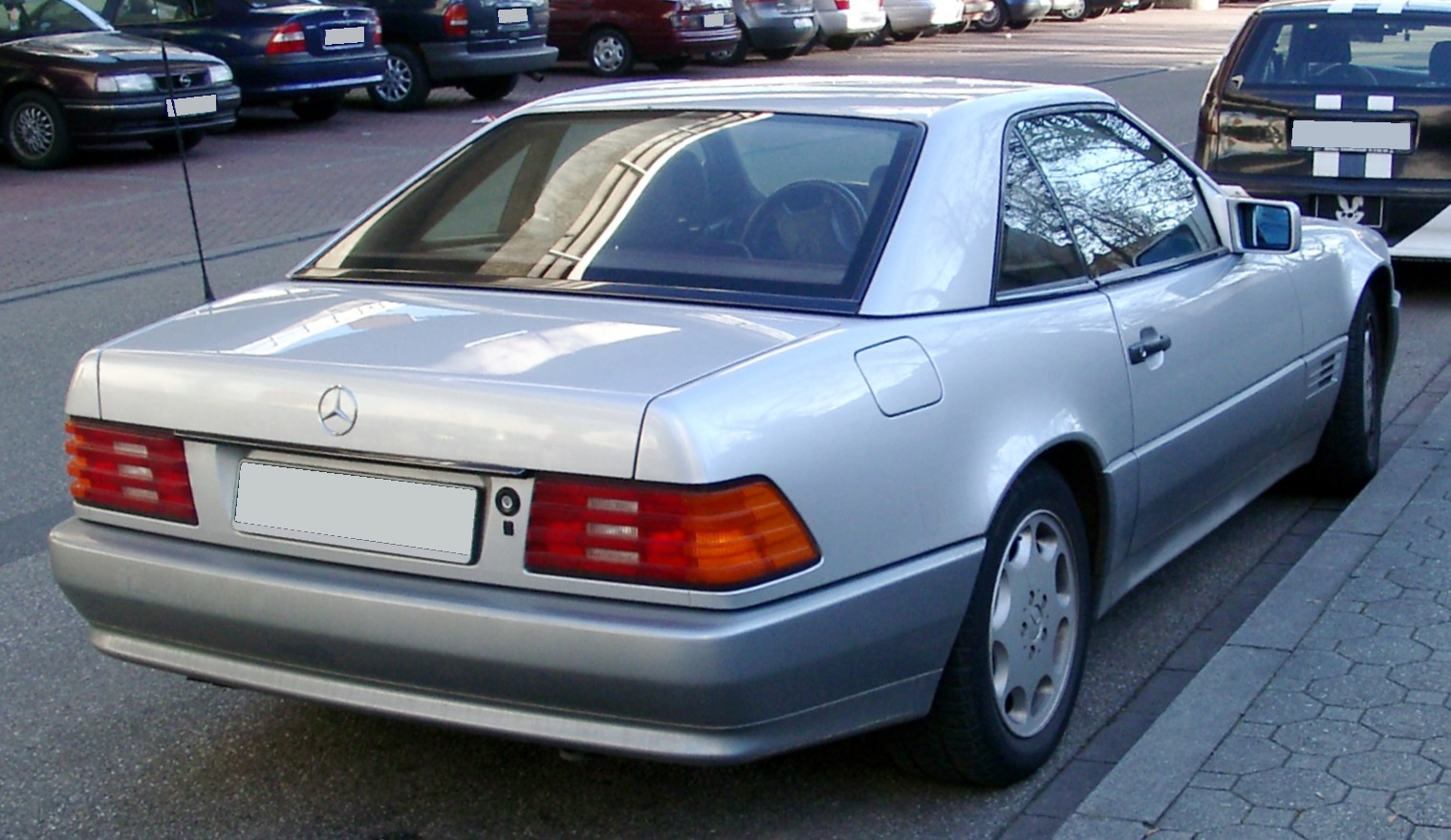
メルセデス・ベンツ・SLクラス R129型
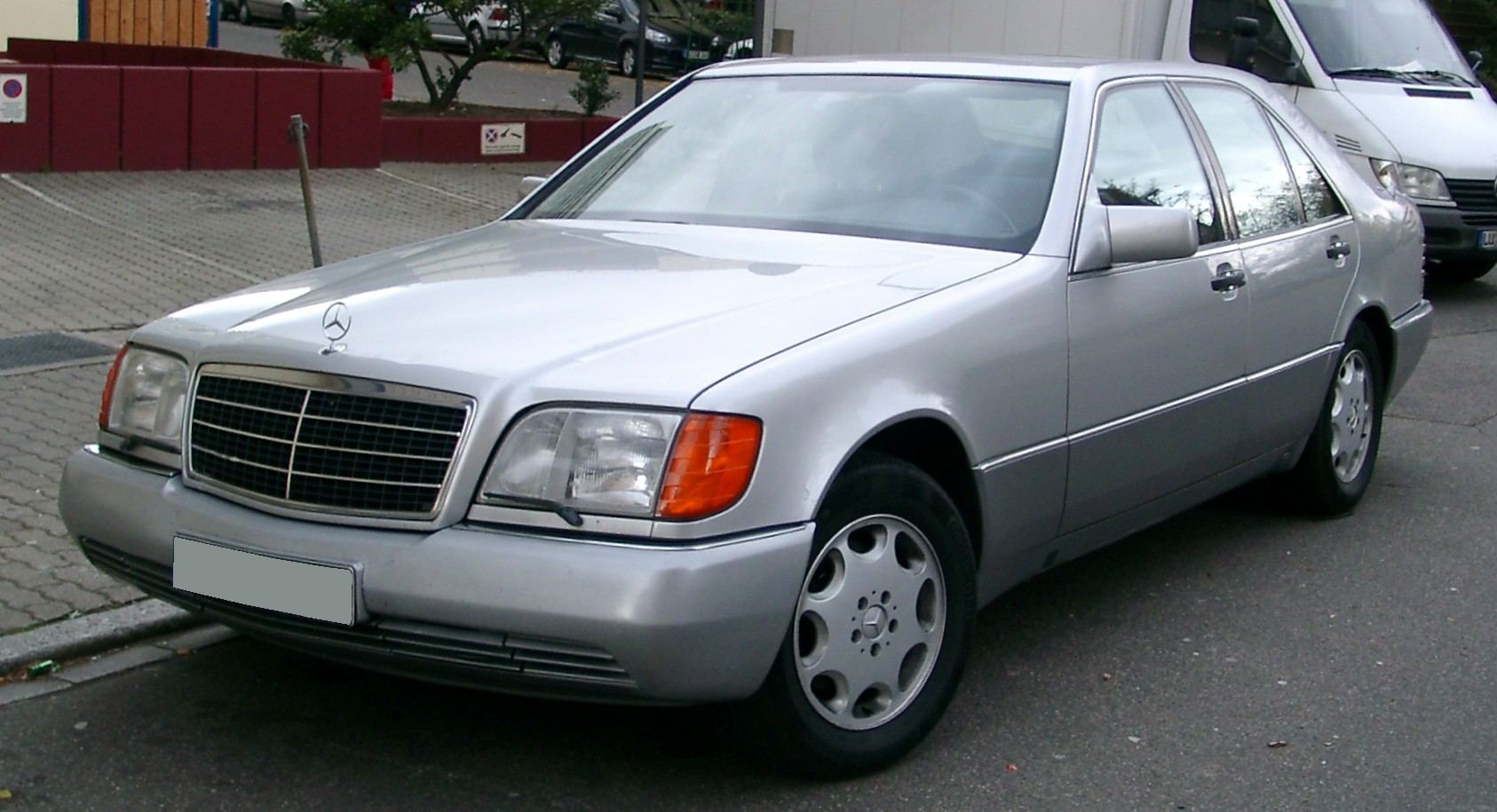
メルセデス・ベンツ・Sクラス W140型セダン
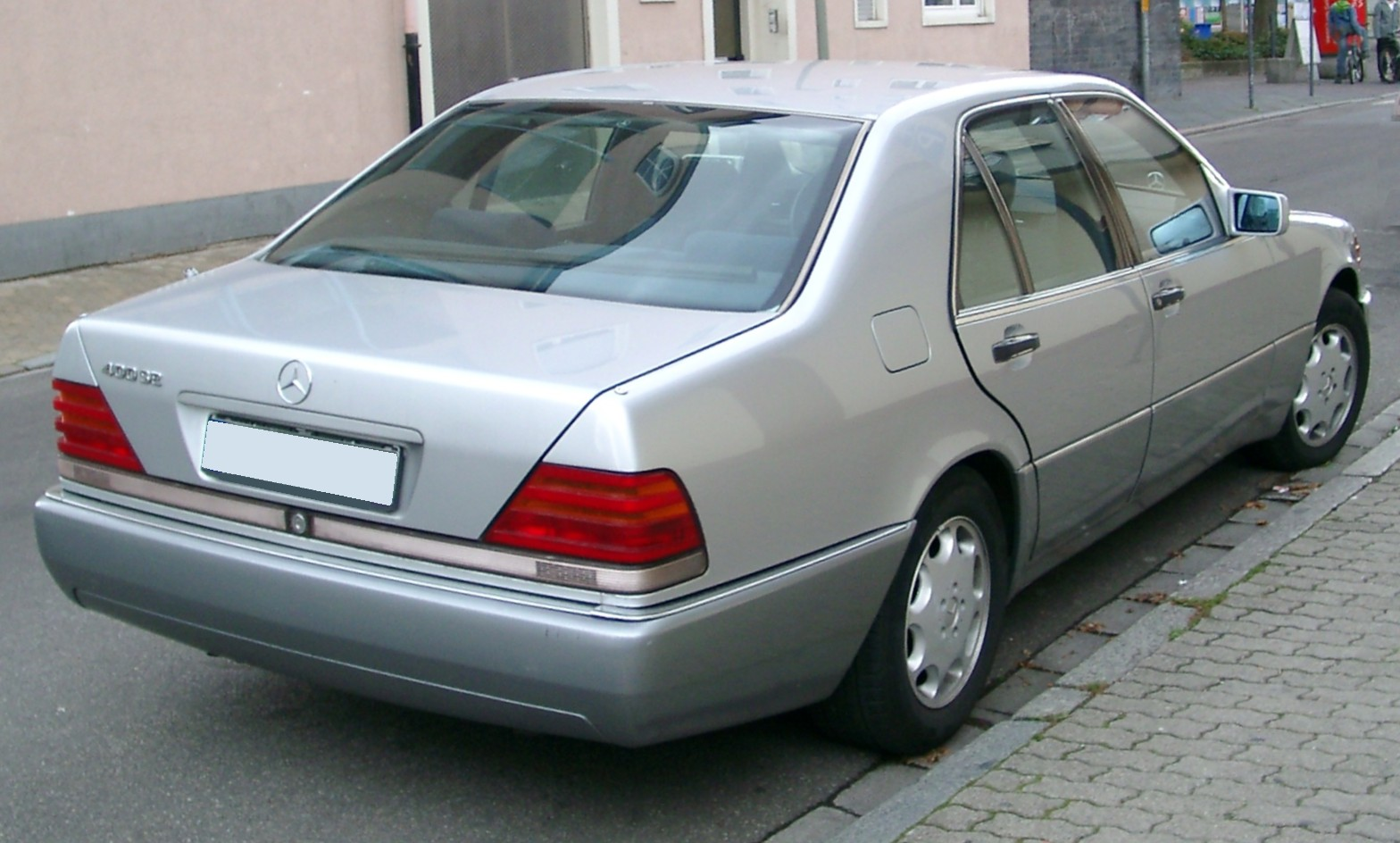
メルセデス・ベンツ・Sクラス W140型セダン
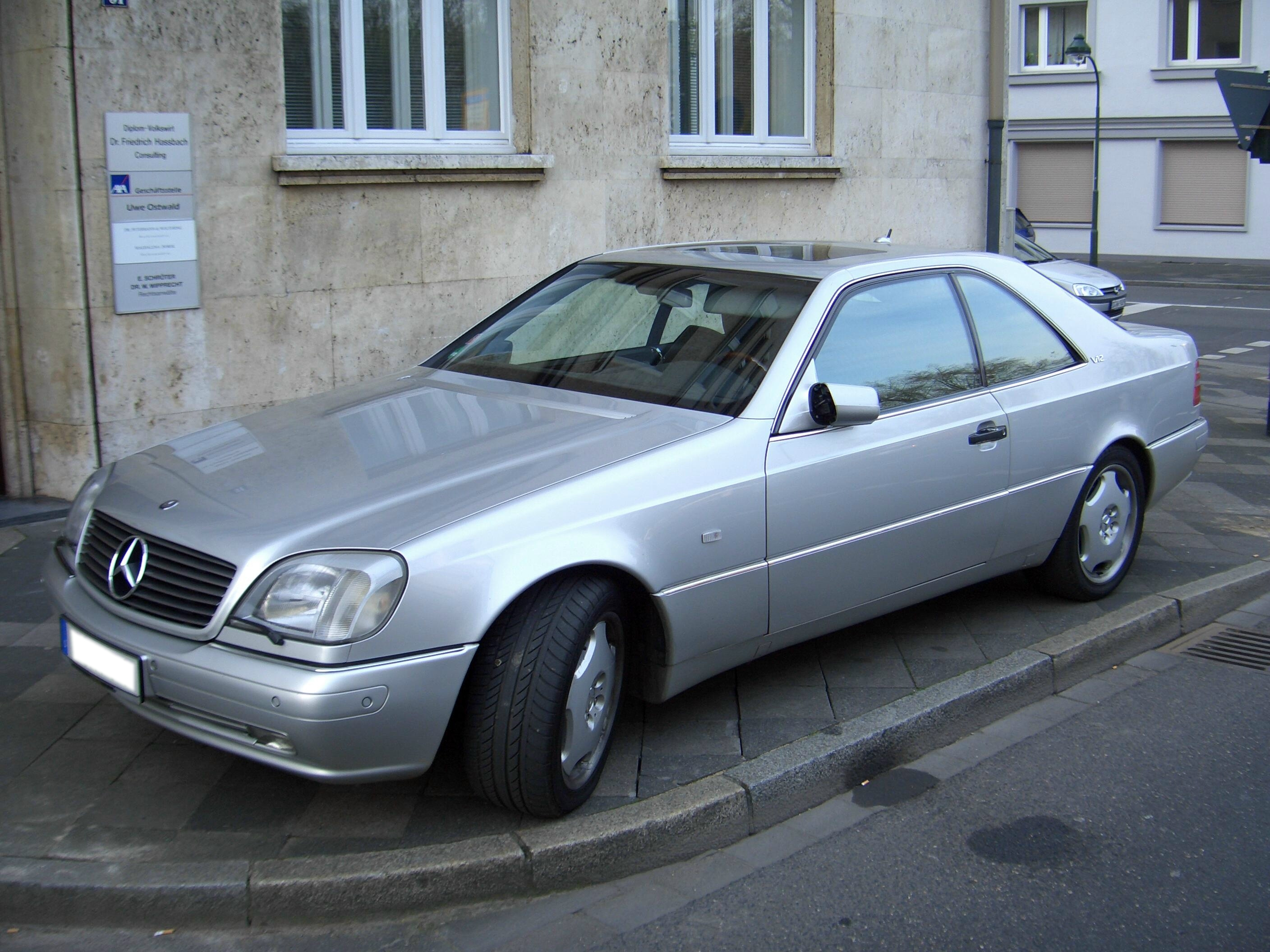
メルセデス・ベンツ・Sクラス C140型クーペ
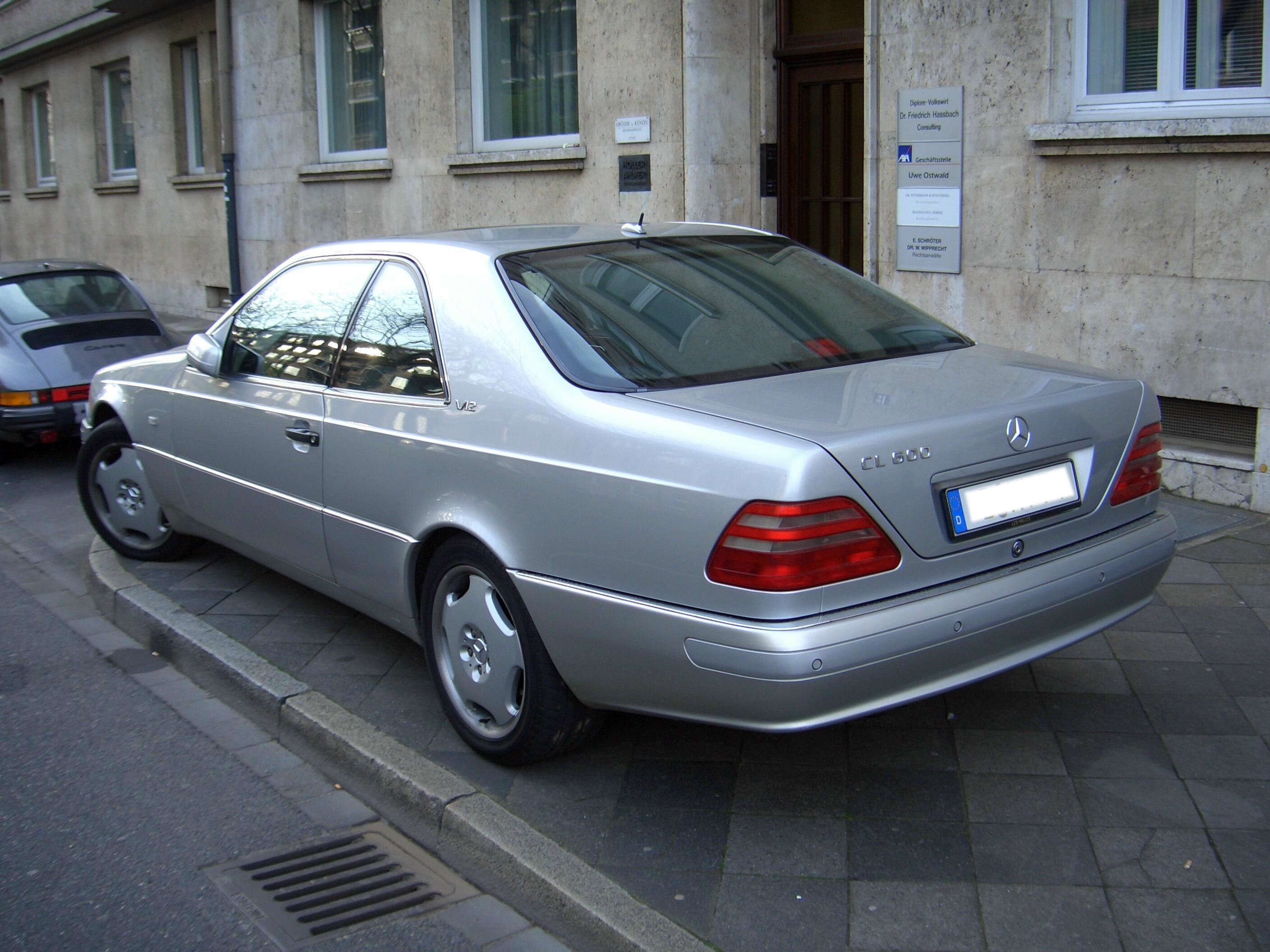
メルセデス・ベンツ・Sクラス C140型クーペ

## サッコ・プレート
1989年モデルからメルセデス・ベンツ190Eのボディー側面下半分に取り付けられたプロテクトモールの通称で、1990年モデルからW124にも採用されてスタイリッシュだとの理由で人気が爆発、しばらくはこれがついているかどうかで中古車価格がかなり違っていた。